# Mykhaïlo Fedorov
Mykhaïlo Albertovytch Fedorov (en ukrainien : Михайло Альбертович Федоров), né le 21 janvier 1991 à Vassylivka (RSS d'Ukraine, URSS), est un homme d'État ukrainien, vice-Premier ministre d'Ukraine et ministre de la Transformation numérique depuis le 29 août 2019, premier vice-Premier ministre depuis le 17 juillet 2025.

## Biographie
Il est diplômé de l'université nationale de Zaporijjia.

### Parcours politique
En 2014, Mykhaïlo Fedorov était membre du parti 5.10 qui n'eut pas de députés à la Rada lors des élections législatives ukrainiennes de 2014.
En 2019, il se présente sous l'étiquette du Serviteur du peuple lors des élections législatives ukrainiennes de 2019,.
Le 29 août 2019, Mykhaïlo Fedorov devient vice-Premier ministre et ministre de la Transformation numérique dans le gouvernement Hontcharouk puis reconduit au sein du gouvernement Chmyhal et est membre du Conseil de défense et de sécurité nationale d'Ukraine. Il devient également chargé de l'Innovation, la Science, la Technologie à partir du 21 mars 2023? puis premier vice-Premier ministre et ministre de la Transformation numérique à partir du 17 juillet 2025 dans le gouvernement Svyrydenko.
Fin 2019, il lance l'idée de l'application gouvernementale Diïa pour lutter contre la COVID, application qui servit à l'armée ukrainienne lors de l'invasion de l'Ukraine par la Russie en 2022.

### Action pendant la guerre russo-ukrainienne de 2022
Il obtient d'Elon Musk l'utilisation gratuite du  système de communication Starlink pour permettre aux ukrainiens de communiquer pendant la guerre.
Il arrive à déjouer les cyberattaques russes vers l'Ukraine grâce à son intervention auprès des GAFAM.